# ТЕС Шуайба II
20°37′10″ пн. ш. 39°33′56″ сх. д. / 20.61944° пн. ш. 39.56556° сх. д.
ТЕС Шуайба II — теплова електростанція на західному узбережжі Саудівської Аравії.
В 2014 році на майданчику станції ввели в дію два однотипні парогазові блоки потужністю по 600 МВт, у кожному з яких п’ять газових турбін потужністю по 80 МВт живлять через відповідну кількість котлів-утилізаторів одну парову турбіну з показником 220 МВт.
Як паливо станція наразі використовує нафту.